# Ingward Ullrich

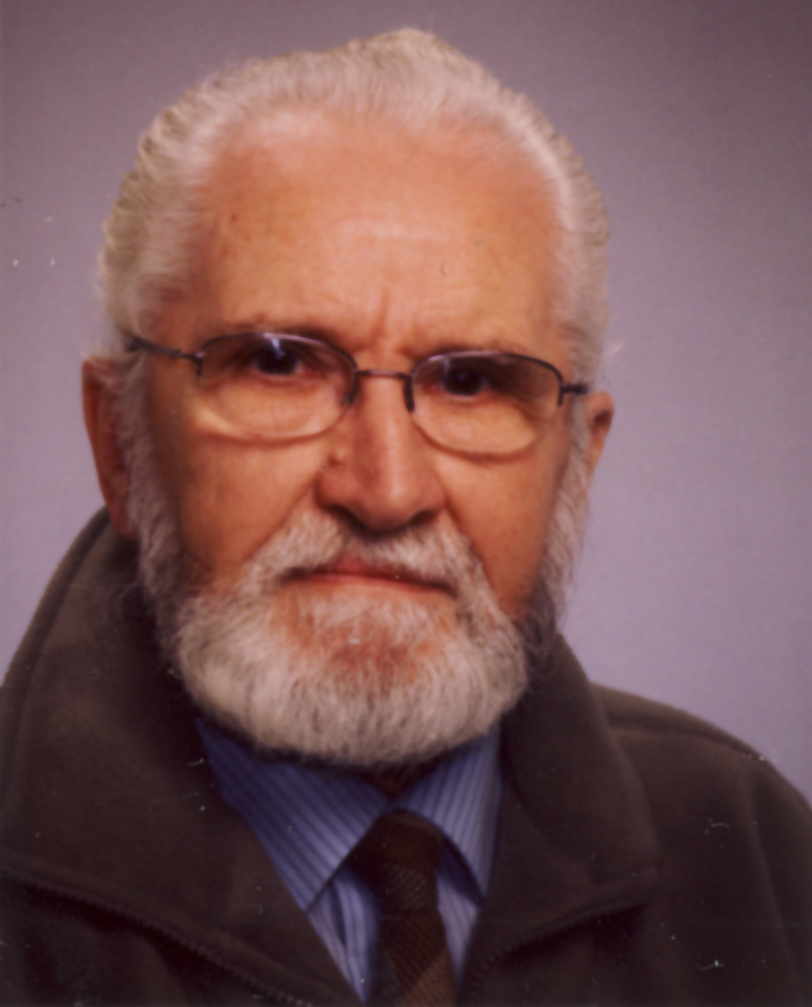
Ingward Ullrich

Ingward Ullrich (* 29. September 1931 in Reichmannsdorf, Landkreis Saalfeld; † 30. Juli 2021) war ein deutscher Forstmann und Esperantist.

## Leben
Er studierte Forstwissenschaften an der Forstlichen Fakultät Eberswalde der Humboldt-Universität Berlin. Er war mehr als 25 Jahre in Weimar beim Forsteinrichtungsamt Thüringen tätig. Zuletzt, bis zum Eintritt in den Ruhestand 1992, war er Dezernent für Waldbau und Waldschutz in der Landesforstdirektion Thüringen.
Er wurde 1967 Esperantist. Seit 1982 arbeitete er vorwiegend über forstterminologische Fragen in Esperanto. Er war aktiver Mitarbeiter des multilingualen Forstfachwörterbuches Lexicon silvestre und Leiter der Terminologischen Kommission von IFRE (Internationaler Kreis Esperantosprechender Forstleute). Eine Reihe esperantosprachlicher forstlicher Fachartikel und Übersetzungen forstlicher Fachartikel und andere Veröffentlichungen stammen aus seiner Feder.
Ingward Ullrich gehörte zu den Gründern des Musikvereins Hildburghausen. In dessen Streichorchester, dem Collegium musicum Hildburghausen, spielte er die Bratsche.

## Werke

### Publikationen (Auswahl)
- Kelkaj pensoj pri nia terminologia laboro. (dt.: Einige Gedanken über unsere terminologische Arbeit.) In: Forstista Informilo. Eberswalde, 3/1983, ISSN 0949-9830 (lexicon-silvestre.de [PDF; 96 kB]).
- Ekspertizo pri la forsta kaj ĉasa fakvortaro de d-ro Ernst Kleemann, Wiesbaden. In: Forstista Informilo. Eberswalde, 7/1984, ISSN 0949-9830 (lexicon-silvestre.de [PDF; 114 kB]).
- Esperanto-terminoj por la forstscienco. (dt.: Espranto-Termini für die Forstwissenschaft.) Bulgara Esperantisto (BE), 10/1986. p. 14, Sofio. Mitautoren: Simon, K.-H; Marinov, B. D.
- Pri kelkaj spertoj, akiritaj dum la ellaborado de Esperanto-terminoj por la forstscienco. (dt.: Über einige bei der Erarbeitung von forstwissenschaftlichen Esperanto-Termini gewonnene Erfahrungen.) In: Forstista Informilo. Eberswalde, 14/1986, ISSN 0949-9830 (lexicon-silvestre.de [PDF; 95 kB]). Mitautoren: Simon, K.-H.; Marinov, B. D.
- Pri la tekstprilaborado kaj komunikado dum la preparo de multlingva forstfaka vortaro. (dt.: Zur Textbearbeitung und Kommunikation bei der Vorbereitung eines multilingualen Forstfachwörterbuches.) In: Forstista Informilo. Eberswalde, 20/1989, ISSN 0949-9830 (deutsch; lexicon-silvestre.de [PDF; 30 kB]). Mitautoren: Simon, K.-H., Steinert, U.
- Grundsätzliche Erneuerung in allen Bereichen der Forstwirtschaft ist notwendig. In: Forstwirtschaft. Berlin. 4/1990, p. 102–103. Mitautor: Hoffmann, J.
- Vorschlag zur Klassifizierung von Termini auf dem Gebiet des Forstwesens. In: Beiträge für die Forstwirtschaft. 24 (1990), 3, p. 146–147, ISSN 0323-4673. Mitautoren: Simon, K.-H., Pluquet, E.
- Wald im Grenzstreifen zwischen Eisfeld und Mellrichstadt. In: AFZ. Stuttgart, 6/1991, p. 282–283.
- Burgen und Wald im südthüringisch-fränkischen Keuperland. In: AFZ. Stuttgart, 6/1991, p. 316–318. Mitautor: Hoffmann, J.
- Ĉefaj principoj por la determino de esperantaj forst-terminoj ĝenerale kaj simpligita terminofarado ĉe substantivaj terminoj speciale. (dt.: Hauptprinzipien für die Bestimmung forstlicher Termini in Esperanto im Allgemeinen und verein-fachte Terminusbildung bei substantivischen Termini im Besonderen.) In: Forstista Informilo. Eberswalde, 26/1992, ISSN 0949-9830.
- La dimensio de novspecaj arbardifektoj en Turingio. (dt.: Das Ausmaß neuartiger Waldschäden in Thüringen). In: Forstista Informilo. Eberswalde, 28/1993, ISSN 0949-9830.
- Ein mehrsprachiges Forstwörterbuch für die Forstwirtschaft. AFZ 8/1993, Stuttgart, p. 414. Mitautor: Simon, Karl-Hermann.
- Hauptprinzipien für die Auswahl forstlicher Termini in Esperanto und der Aspekt der freien Wortbildung bei zusammengesetzten substantivischen Termini. In: Forstista Informilo. Eberswalde, 32/1995, ISSN 0949-9830.
- Portmann, Doug: La mezurvortoj en la faklingvo de Esperanto: Kiel forigi la »ec«-malsanon. Resumo por la laboro de la Terminologia Komisiono de IFRE (TKI). In: Forstista Informilo. Eberswalde, 35/1997, ISSN 0949-9830.
- Propono por la skriba formo de esperantlingvaj plantonomoj, speciale de arboj kaj arbedoj. (Vorschlag zur Schreibweise esperantosprachigiger Pflanzennamen, speziell von Bäumen und Sträuchern.) In: Forstista Informilo. Eberswalde, 38/1998, ISSN 0949-9830.
- Musikdirektor Adolf Geuther zum Gedenken. (Zum 50. Sterbetag des Hildburg-häuser Ehrenbürgers). In: Südthüringer Rundschau. Jg. 8/1998, Nr. 40, p. 12–13.
- „Lexicon silvestre“. Leksikono kaj Vortaro kun Novaj Spertoj. (dt.: „L. s.“ Ein Lexikon und Wörterbuch mit neuen Erfahrungen.) In: Scienca Revuo. In: Internacia Scienca Asocio Esperantista. (ISAE) 49 (1998) (1), p. 11–17.
- Prinzipien des multilingualen Forstwörterbuches „Lexicon silvestre“ mit Tabellen. In: Interlinguistische Informationen. Mitteilungsblatt der Gesellschaft für Interlinguistik e. V. (GIL), Beiheft 5/1999, p. 40–51, ISSN 1432-3567, und Beiheft 10/2003, p. 110–131. Mitautor: Simon, Karl-Hermann.
- Nomaro de la forsta ligneca Flaǔro de Eǔropo: (Scienc-latina/Esperanta/Germana) Band 100 von Lexicon silvestre. Hrsg.: Karl-Hermann Simon, Verlag Förderverein „Lexicon silvestre“ e. V., 2000, ISBN 3-931262-45-6.[3]
- Spertoj sur la vojo al terminologia prilaborado de la forstfaka lingvo. In: Scienca Revuo. ISAE. 51 (2000) (2). Mitautor: K.-H. Simon.
- Erfahrungen bei der terminologischen Bearbeitung der forstlichen Fachsprache. (Erweiterte vorherige Publikation in Deutsch). In: Mitteilungsblatt der GIL. Beiheft 6/2001, p. 146–157. Mitautor: Simon, Karl-Hermann.
- Carl Maria von Weber. Eine Lebensskizze. Hrsg.: Stadtmuseum Hildburghausen. In: kleines universum. 1/2001, p. 76–99, ZDB-ID 2111657-X.
- Erfahrungen mit Normtermini in Esperanto (Bericht der Terminologischen Kommission von IFRE/TKI). Deutsch und Esperanto. In: Forstista Informilo. Eberswalde, 44/2001, ISSN 0949-9830 (lexicon-silvestre.de [PDF; 841 kB]). Mitautoren: Marinov, Boris Dimitrov; Simon, Karl-Hermann.
- Hildburghäuser Musiker. Ein Beitrag zur Musikgeschichte der Stadt Hilburg-hausen (= Schriften zur Geschichte der Stadt Hildburghausen. Band 4). Frankenschwelle KG Hildburghausen 2003, ISBN 3-86180-129-9  (419 p., 119 Abb.).
- Georg Friedrich Händel und Hugo Riemann – zwei musikalische Genies. (Zum 250. Todestag von G. F. Händel und 160. Geburtstag und gleichzeitig 90. Todestag des berühmten Musikwissenschaftlers Hugo Riemann). In: Freies Wort. Unabhängige Thüringer Tageszeitung, 16. April 2009 (Teil I, p. 18) und 23. April 2009 (Teil II, p. 18).
- Nomenklatur der forstlichen Gehölzflora Europas: (Scienc-latina – Esperanta – Germana – Angla – Franca) 3. Auflage. Hrsg.: Stefan Panka. Verlag des Förderverein „Lexicon silvestre“ e. V., 2009, ISBN 978-3-931262-67-9 (lexicon-silvestre.de [PDF; 262 kB]).
- Die Zaubergeige und andere Märchen. Verlag Steffen Fischer Werbeservice & Notensatz, Hildburghausen 2010, DNB 1049491424 (144 S.).

### Kompositionen
- Südthüringer Heimat. Lied für vierstimmigen Männerchor / vierstimmigen gemischten Chor. (1992). Uraufführung Männerchor: 21. November 2009 in Eisfeld. Werbeservice & Notensatz S. Fischer, Hildburghausen, 2008.
- Concertino für Trompete und Streichorchester. (1995). Uraufführung: 30. April 2005 in Hildburghausen. MEC, 2005.
- Vaterunser für vierstimmig gemischten Chor und Orchester. (1996). Werbeservice & Notensatz S. Fischer, Hildburghausen, 2008.
- Trauermusik für Orchester und Stimme. (1998). (Für meinen geliebten und unvergessenen Sohn Dietmar). Werbeservice & Notensatz S. Fischer, Hildburghausen, 2008.
- Epitaph für Jesus, für Soloviola und Streichorchester. (2001). MEC, 2006.
- Sinfonietta für Kammerorchester. (2008). Werbeservice & Notensatz S. Fischer, Hildburghausen, 2008.
- Wiegenlied für Sopran und Klavier. (2009). (Für meinen Enkel Damian Piotr). Werbeservice & Notensatz S. Fischer, Hildburghausen 2009.